# Mbomou

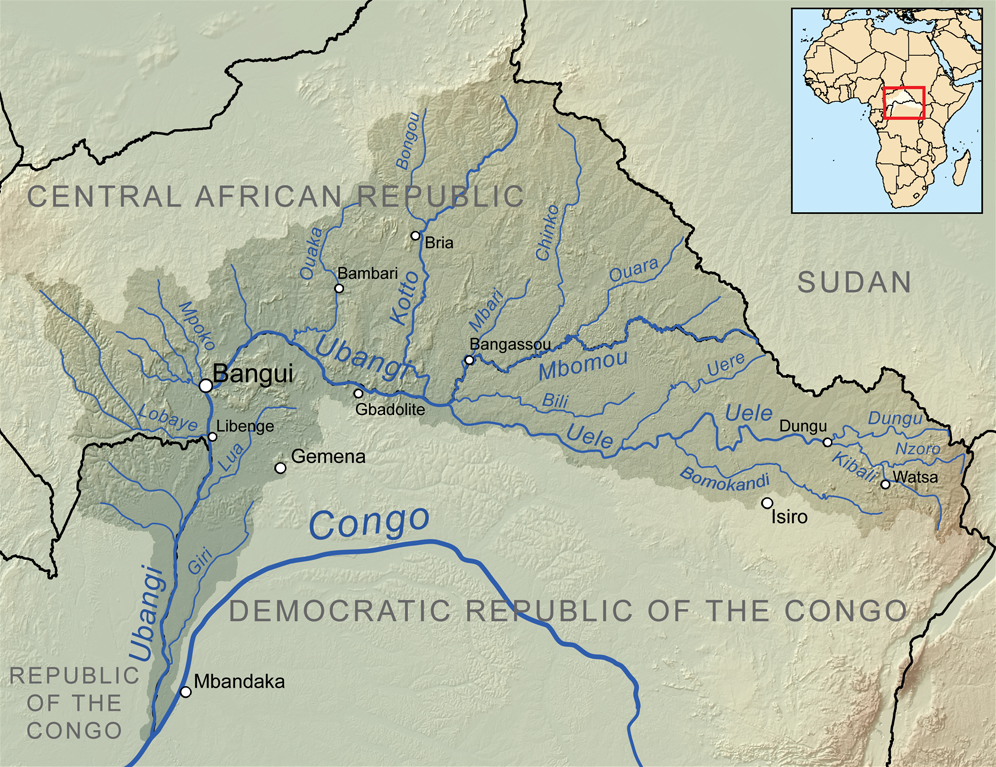
Sông Mbomou trong lưu vực sông Ubangi.

Sông Mbomou hay Bomu (cũng đọc là M'bomou trong tiếng Pháp) tạo thành một đoạn biên giới giữa Cộng hòa Trung Phi và Cộng hòa Dân chủ Congo (DRC).
Mbomou hợp lưu cùng sông Uele để tạo thành sông Ubangi. Ubangi, một chi lưu của sông Congo, cũng tạo thành một đoạn biên giới tự nhiên giữa Cộng hòa Dân chủ Congo và Cộng hòa Trung Phi.